# San Marino ai XXI Giochi olimpici invernali
San Marino ha partecipato ai XXI Giochi olimpici invernali, che si sono svolti a Vancouver in Canada dal 12 al 28 febbraio 2010, con una delegazione di un solo atleta, gareggiante nello sci alpino.

## Sci alpino
| Gara    | Atleta          | 1° manche | 2° manche | Tempo totale | Posizione |
| ------- | --------------- | --------- | --------- | ------------ | --------- |
| Gigante | Marino Cardelli | 1'40"88   | 1'44"88   | 3'25"76      | 80        |